# Maire de Castroponce
Maire de Castroponce település Spanyolországban,  Zamora tartományban. Maire de Castroponce Pobladura del Valle, Fresno de la Polvorosa, Santa María de la Vega, Coomonte, Alija del Infantado, Pozuelo del Páramo és San Adrián del Valle községekkel határos. Lakosainak száma 140 fő (2024).

## Népesség
A település népessége az utóbbi években az alábbiak szerint változott:
| Lakosok száma | 249  | 230  | 204  | 184  | 163  | 143  | 152  | 146  | 139  | 140  |
|               | 2001 | 2004 | 2007 | 2009 | 2012 | 2014 | 2017 | 2019 | 2022 | 2024 |